# Psychotria gardneri
Espèce
Synonymes
- Grumilea gardneri (Hook.f.) Thwaites[1]
- Psychotria gardneri var. jayasuriyae Sohmer[1]
- Uragoga gardneri (Hook.f.) Kuntze[1]

Statut de conservation UICN

 EN B1+2c : En danger
Psychotria gardneri est une espèce de plantes de la famille des Rubiaceae.

## Liste des variétés
Selon Tropicos (11 avril 2019) :
- variété Psychotria gardneri var. jayasuriyae Sohmer

## Publication originale
- The Flora of British India 3: 161. 1880.